# Marrit Fledderus
Marrit Fledderus (Sint Nicolaasga, 15 mei 2001) is een Nederlands langebaanschaatsster, uitkomend voor Team Reggeborgh.
In 2020 behaalde Fledderus op de NK Afstanden 2021 op de 500 meter de bronzen medaille.

## Persoonlijke records[3]
| Afstand    | Tijd    | Datum             | Baan       |
| ---------- | ------- | ----------------- | ---------- |
| 500 meter  | 37,51   | 9 december 2022   | Calgary    |
| 1000 meter | 1.14,47 | 24 januari 2025   | Calgary    |
| 1500 meter | 2.03,46 | 5 januari 2020    | Inzell     |
| 3000 meter | 4.28,93 | 29 september 2019 | Heerenveen |

## Resultaten
| Jaar | NK Afstanden     | NK Sprint           | EK Sprint           | WK Afstanden          | WK Junioren      |
| ---- | ---------------- | ------------------- | ------------------- | --------------------- | ---------------- |
| 2020 | 13e 500m         |                     |                     |                       | DNF 500m · 1000m |
| 2021 | 500m · 7e 1000m  | 5e (4e, 6e, 5e, 6e) |                     |                       |                  |
| 2022 | 4e 500m 4e 1000m | · (, , 5e)          |                     |                       |                  |
| 2023 | 4e 500m 5e 1000m | · (, )              | 4e (4e, 6e, 4e, 6e) | 5e teamsprint         |                  |
| 2024 | 500m · 6e 1000m  | · (, 4e, , )        |                     | 8e 500m 4e teamsprint |                  |
| 2025 | 6e 500m 8e 1000m | 4e · (5e, 7e, , )   |                     |                       |                  |

(#, #, #, #) = afstandspositie op sprinttoernooi (500m, 1000m, 500m, 1000m).
Team Reggeborgh
Jenning de Boo · Marcel Bosker · Janno Botman · Wesly Dijs · Marrit Fledderus · Louis Hollaar · Femke Kok · Kjeld Nuis · Hein Otterspeer · Tim Prins · Antoinette Rijpma-de Jong · Patrick Roest · Mats Siemons · Remo Slotegraaf · Stefan Westenbroek
Coaches: Gerard van Velde · Dennis van der Gun · Robin Derks